# Fuga in Egitto (Tintoretto)
La Fuga in Egitto è un dipinto a olio su tela (422x579 cm) di Tintoretto, realizzato tra il 1583 e il 1587 e conservato nella Scuola Grande di San Rocco a Venezia.

## Descrizione
Il paesaggio rigoglioso, ricco di piante ombrose e attraversato da un fiume, non assomiglia minimamente all'arida regione che deve attraversare chi dalla Palestina va in Egitto. L'alto palmizio sulla destra è un vago accenno che la strada conduce proprio verso quel lontano paese. San Giuseppe tira un asino recalcitrante e stanco che porta sulla groppa Maria, avvolta in un mantello color della notte e che tiene in braccio il Bambinello. Sullo sfondo due pescatori vuotano l'acqua dal fondo di una barca inclinata, mentre un altro uomo esce da una casa rurale. In primo piano sono poggiati in terra un bastone da pellegrino, una bisaccia, una coperta e una botticellaː sono simboli del viaggio, quello della Sacra Famiglia, ma anche quello della nostra esistenza. Alla serenità del lavoro quotidiano, rappresentato dalle piccole figure operose sullo sfondo, si contrappone la fatica e la drammaticità del viaggio-fuga in primo piano. Le tinte sono fredde, quasi plumbee e il cielo è attraversato da nuvole che sembrano muoversi minacciose.